# Invincibilul ninja
Invincibilul ninja (titlu original: Enter the Ninja) este un film american de arte marțiale din 1981 regizat de Menahem Golan. Rolurile principale au fost interpretate de actorii Franco Nero, Susan George, Christopher George și Sho Kosugi. Este considerat ca cel care a dat tonul filmelor cu ninja din anii 1980. Invincibilul ninja este primul din trilogia antologică Cannon  "Ninja", fiind urmat de Ninja II (Revenge of the Ninja, 1983) și Ninja III: The Domination (1984).

## Prezentare
După ce și-a terminat pregătirea la o școală de ninja, un medic militar veterinar călătorește în Filipine unde intră în conflict cu un acaparator de terenuri care dorește să pună mâna pe proprietatea prietenului său din război. El trebuie, de asemenea, să lupte împotriva rivalului său.

## Distribuție
- Franco Nero - Cole
  - Marc Smith - Cole (voce, nemenționat)
- Susan George - Mary-Ann Landers
- Sho Kosugi - Hasegawa
- Christopher George - Charles Venarius
- Alex Courtney - Frank Landers
- Will Hare - Dollars
- Zachi Noy - Siegfried 'The Hook' Schultz
- Constantine Gregory - Mr. Parker (ca - Constantin de Goguel)
- Dale Ishimoto - Komori
- Joonee Gamboa - Mr. Mesuda
- Leo Martinez - Pee Wee
- Ken Metcalfe - Elliot
- Subas Herrero - Alberto
- Alan Amiel - Maroon Ninja
- Doug Ivan - Maroon Ninja

## Producție
Cheltuielile de producție s-au ridicat la 1,5 milioane $.